# CERN httpd
Der CERN httpd (später auch W3C httpd) war der erste Webserver. Der Name httpd ist eine Abkürzung für „HTTP-Daemon“. Er wurde von 1990 bis 1996 am CERN und beim W3C entwickelt.

## Geschichte

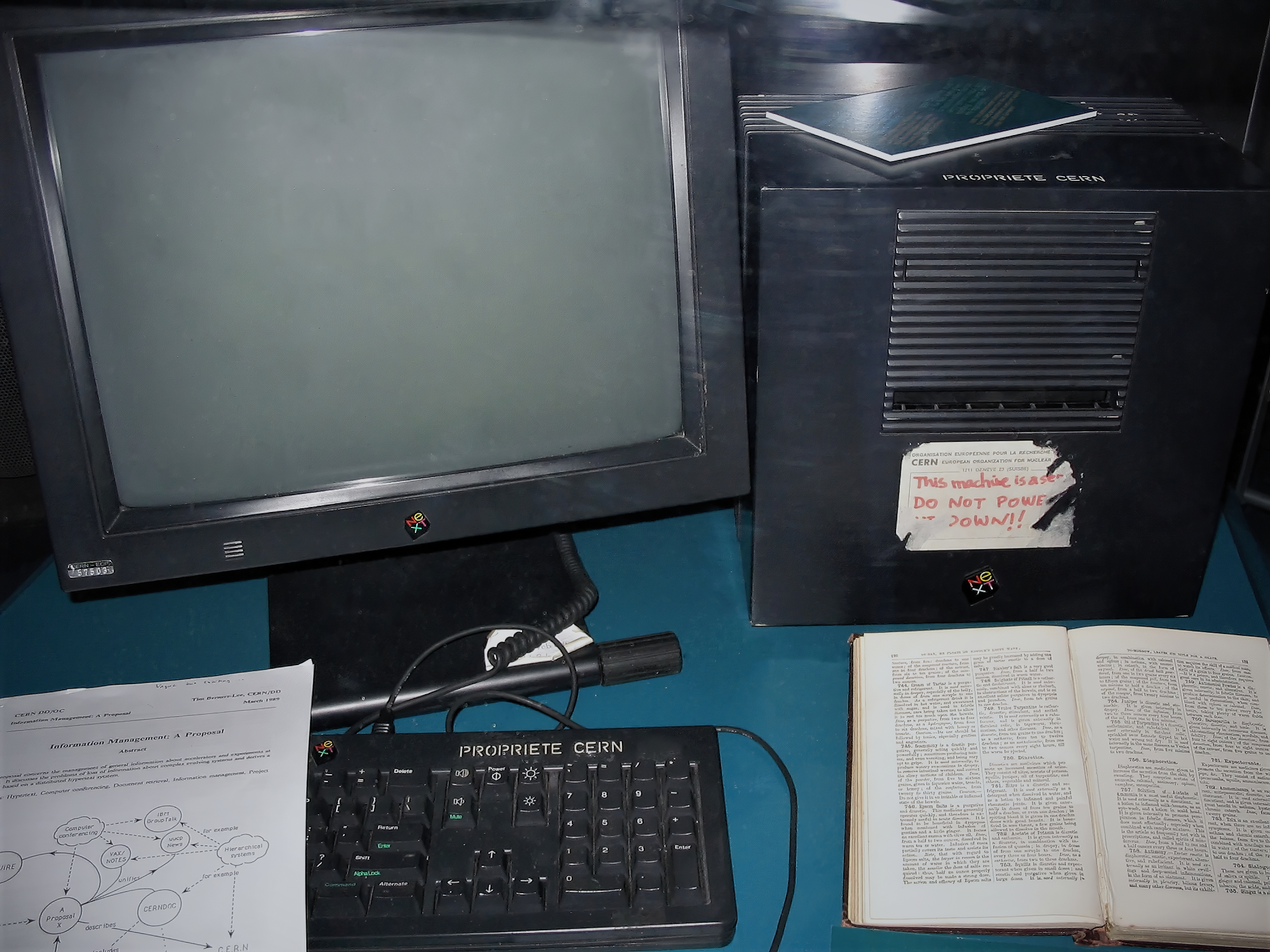
Tim Berners-Lees NeXT-Rechner (vgl. Aufkleber „This machine is a server. DO NOT POWER IT DOWN!!“ (englisch: Diese Maschine ist ein Server. NICHT AUSSCHALTEN!!))

Tim Berners-Lee begann im September 1990 am CERN in Genf (Schweiz) mit der Entwicklung, gleichzeitig mit der des ersten Webbrowsers und -editors. Weihnachten 1990 wurde die erste Website http://info.cern.ch/ mit dem CERN httpd auf Berners-Lees NeXT-Rechner in Betrieb genommen.
1991 wurde der CERN httpd (im Paket mit dem Line Mode Browser und einer Library) der Hochenergiephysik-Community zugänglich gemacht, worauf er auch außerhalb des CERN an Universitäten und Forschungseinrichtungen eingesetzt wurde.
Im August 1991 wurde das Paket allgemein veröffentlicht, indem Berners-Lee eine Nachricht mit der Download-Adresse an die Newsgruppe alt.hypertext verschickte, in der er u. a. darauf hinwies, dass der Webserver auch als Webschnittstelle eingesetzt werden kann, um z. B. Inhalte aus Datenbanken allgemein zugänglich zu machen (dieses Feature hatte Berners-Lee schon 1989 im ersten Entwurf des Web-Projektes als erfolgskritisch hervorgehoben). Daraufhin begann die internationale Verbreitung des Web.
Im Dezember 1991 ging am SLAC der erste Webserver in den USA online.
Im August 1993 stieß Ari Luotonen zum WWW-Projektteam am CERN und erweiterte den httpd um Features wie die Verwendbarkeit als Proxy (auch mit Caching) und einen Passwortschutz für Webinhalte (Oktober 93).
Im November 1993 kamen die Unterstützung für Webformulare und klickbare Bilder sowie /htbin als Schnittstelle für serverseitige Skripts dazu; letztere wurde schon im Februar 1994 durch CGI abgelöst – ein Beispiel für die ausgeprägte Dynamik der damaligen Entwicklung.
Nach der Gründung des W3C 1994 übernahm dieses auch die Weiterentwicklung des CERN httpd, der ab dann auch „W3C httpd“ genannt wurde. Am 15. Juli 1996 wurde die letzte Version 3.0A generiert und die Entwicklung damit eingestellt. Das W3C wandte sich stattdessen der Entwicklung des kurz zuvor veröffentlichten Nachfolgeprojektes Jigsaw zu.